# Mickaël Piétrus
Mickael Pietrus (francés: Mickaël Piétrus) (Les Abymes, Guadalupe, 7 de febrero de 1982) es un exjugador francés de baloncesto. Con 1,97 metros de estatura, jugaba en la posición de alero. 
Es hermano menor del también jugador de baloncesto Florént Pietrus (n. 1981), con el que coincidió en el Pau Orthez y en la selección francesa.

## Carrera

### Francia
Pietrus comenzó su carrera profesional jugando durante cuatro temporadas en el Pau Orthez, debutando con 17 años. En sus últimas tres temporadas, disputó el All-Star de la liga francesa, y sus promedios en sus cuatro años en Francia son de 8,8 puntos y 3 rebotes.

### NBA
Fue seleccionado en el Draft de 2003 en la posición 11 por Golden State Warriors. Pronto se hizo un sitio en el equipo por su defensa y sus habilidades ofensivas. En su primera temporada en la NBA promedió 5.3 puntos jugando 22 partidos de titular. La última campaña, la 2006-07, ha sido la mejor en su carrera en la liga, promediando 11.1 puntos y 4.5 rebotes en 72 partidos disputados.
El 10 de julio de 2008 fichó por Orlando Magic como agente libre. El 18 de diciembre de 2010 fue traspasado junto con Vince Carter y Marcin Gortat a Phoenix Suns a cambio de Hedo Turkoglu, Jason Richardson y Earl Clark.
El 25 de diciembre de 2011 es fichado por los Boston Celtics para sustituir a Jeff Green, que no podrá tomar parte en esta temporada después de que le detectaran un problema cardíaco, cobrando el mínimo establecido para jugadores veteranos.
[actualizar]

### Selección nacional
Con la selección francesa Sub-20, ganó el bronce en el EuroBasket Sub-20 celebrado en Lituania.
En septiembre de 2005 ganó la medalla de bronce con su selección en el EuroBasket 2005. También participó en el Mundial de 2006.

## Estadísticas de su carrera en la NBA

### Temporada regular
| Año     | Equipo       | PJ  | PT  | MPP  | %TC  | %3P  | %TL  | RPP | APP | ROB | TPP | PPP  |
| ------- | ------------ | --- | --- | ---- | ---- | ---- | ---- | --- | --- | --- | --- | ---- |
| 2003–04 | Golden State | 53  | 22  | 14.1 | .416 | .333 | .693 | 2.2 | .5  | .6  | .2  | 5.3  |
| 2004–05 | Golden State | 67  | 3   | 20.0 | .427 | .344 | .698 | 2.8 | 1.2 | .7  | .3  | 9.5  |
| 2005–06 | Golden State | 52  | 18  | 22.7 | .404 | .318 | .608 | 3.1 | .8  | .6  | .2  | 9.3  |
| 2006–07 | Golden State | 72  | 38  | 26.9 | .488 | .388 | .648 | 4.5 | .9  | .7  | .8  | 11.1 |
| 2007–08 | Golden State | 66  | 16  | 19.9 | .439 | .361 | .673 | 3.7 | .7  | 1.0 | .6  | 7.2  |
| 2008–09 | Orlando      | 54  | 25  | 24.6 | .413 | .359 | .709 | 3.3 | 1.2 | .6  | .4  | 9.4  |
| 2009–10 | Orlando      | 75  | 24  | 22.5 | .432 | .379 | .633 | 2.9 | .7  | .7  | .4  | 8.7  |
| 2010–11 | Orlando      | 19  | 0   | 22.0 | .391 | .391 | .500 | 2.6 | .5  | .5  | .2  | 6.7  |
| 2010–11 | Phoenix      | 38  | 4   | 18.1 | .392 | .342 | .706 | 2.0 | .6  | .5  | .5  | 7.4  |
| 2011-12 | Boston       | 42  | 6   | 21.9 | .385 | .335 | .645 | 3.1 | .6  | .5  | .2  | 6.9  |
| 2012-13 | Toronto      | 19  | 16  | 20.3 | .347 | .313 | .667 | 1.9 | .5  | .6  | .3  | 5.3  |
| Total   | Total        | 557 | 172 | 21.5 | .425 | .355 | .665 | 3.1 | .8  | .7  | .4  | 8.3  |

### Playoffs
| Año   | Equipo       | PJ | PT | MPP  | %TC  | %3P  | %TL  | RPP | APP | ROB | TPP | PPP  |
| ----- | ------------ | -- | -- | ---- | ---- | ---- | ---- | --- | --- | --- | --- | ---- |
| 2007  | Golden State | 11 | 0  | 19.0 | .347 | .259 | .694 | 3.8 | .5  | .4  | .8  | 6.0  |
| 2009  | Orlando      | 24 | 0  | 25.8 | .483 | .385 | .723 | 2.6 | .6  | .8  | .5  | 10.5 |
| 2010  | Orlando      | 14 | 0  | 20.1 | .438 | .459 | .667 | 1.4 | .7  | .6  | .4  | 8.4  |
| 2012  | Boston       | 20 | 1  | 19.6 | .329 | .222 | .563 | 2.0 | .1  | .7  | .2  | 3.5  |
| Total | Total        | 69 | 1  | 21.8 | .426 | .353 | .687 | 2.4 | .5  | .7  | .5  | 7.3  |